# Municipio de Loup (condado de Buffalo)
El municipio de Loup (en inglés: Loup Township) es un municipio ubicado en el condado de Buffalo en el estado estadounidense de Nebraska. En el año 2010 tenía una población de 468 habitantes y una densidad poblacional de 4,31 personas por km².

## Geografía
El municipio de Loup se encuentra ubicado en las coordenadas 41°0′4″N 99°8′37″O / 41.00111, -99.14361. Según la Oficina del Censo de los Estados Unidos, el municipio tiene una superficie total de 108.47 km², de la cual 108,45 km² corresponden a tierra firme y (0,02 %) 0,02 km² es agua.

## Demografía
Según el censo de 2010, había 468 personas residiendo en el municipio de Loup. La densidad de población era de 4,31 hab./km². De los 468 habitantes, el municipio de Loup estaba compuesto por el 98,29 % blancos, el 0,85 % eran asiáticos, el 0,21 % eran de otras razas y el 0,64 % eran de una mezcla de razas. Del total de la población el 1,28 % eran hispanos o latinos de cualquier raza.